# مرقب (الجوف)
مرقب هي إحدى قرى الجمهورية اليمنية. تتبع جغرافيا لمحافظة الجوف و إداريًا لمديرية خراب المراشي. يبلغ تعداد سكانها 3237 نسمة حسب الإحصاء الذي أجري عام 2004.